# Carsten Hauch
Johannes Carsten Hauch (født 12. maj 1790 i Halden, Norge, død 4. marts 1872 i Rom, Italien) var digter og romanforfatter. Hauch hørte til den første generation i det romantiske gennembrud i Danmark, men kom på en måde skævt i gang som digter. Ganske vist skrev han sine første digte fra 1814, men han kom i tvivl om sit talent og opgav for en tid digterkarrieren for at hellige sig naturstudierne, og først under en svær sygdom og dyb krise i Napoli i 1825 tog han digtningen op igen. 
Hele hans forfatterskab er gennemsyret af den naturfilosofiske idealisme, som den norske geolog og filosof Henrich Steffens (1773-1845) bragte til Danmark i 1802, af romantikkens geniopfattelse og af den tidlige romantiks dannelsesidealer. I overensstemmelse med sin generation anså han dramaet i dets forskellige afskygninger for digtningens højeste form, og hans tidligste værker er alle i en eller anden forstand dramatiske: Hamadryaden, som var det første han skrev under sygdommen, er et romantisk eventyrspil, Bajazet, Tiberius og Gregorius den Syvende, som blev til i Rom i 1826, er mere direkte skrevet for scenen. 
Efter hjemkomsten blev Carsten Hauch i 1827 ansat som lektor i naturvidenskab ved Sorø Akademi, hvor en af hans første opgaver var at tage vare på farbroderens A.W. Hauchs store samling af naturvidenskabelige instrumenter, som netop var overdraget akademiet af Frederik 6. med henblik på anvendelse i undervisningen. Det skete dog kun i begrænset omfang, og samlingen henstod efterfølgende nedpakket i årevis indtil den senere er "genopstået" som det naturvidenskabelige museum Hauchs Physiske Cabinet. Carsten Hauch var fortsat mere interesseret i sin karriere som digter og forfatter, og hans godt 20 år lange ansættelse ved Sorø Akademi var da også mere præget heraf end af hans naturvidenskabelige udfoldelser. Gennem denne periode fortsatte han således med at skrive for bl.a. teatret i forskellige genrer. 
Hauch kom tidligt med i prosagennembruddet. Hans første roman, Vilhelm Zabern, kom i 1834, det er en historisk roman fra Christian IIs tid, med Dyveke som hovedfigur. Derefter blev romanen hans foretrukne genre, og romaner som En polsk Familie (1839) og Robert Fulton (1853) hører til hans hovedværker. Hans bedste prosabøger er dog erindringsværket Minder fra min Barndom og min Ungdom (1867) og Minder fra min første Udenlandsreise (1871). 
Som versdigter dyrkede han flittigt en af sin periodes yndlingsgenrer, romancen. Til hans bedste hører "Magnus og Knud Lavard" som oprindelig indgår i skuespillet Svend Grathe fra 1841. Inspireret af Christian Winthers Hjortens Flugt (1855) skrev han romancekredsen "Valdemar Atterdag" (i Lyriske Digte og Romancer 1861) med nibelungenstrofen som gennemgående versemål, afbrudt af indskudte enkeltballader, men igen er det karakteristisk at de egentlige forbilleder er Adam Oehlenschlägers Helge (1814) og B.S. Ingemanns Holger Danske (1837). 
Men det er som lyriker Hauch længst vil blive husket. Allerede et par af hans tidlige ungdomsdigte gør stadig indtryk, de lyriske indslag i romanerne er det mest læselige i dem, og i en sen modning får lyrikken stadig større vægt i forfatterskabet med en række store tankedigte. 
Lyrikken ændrer intet ved Hauchs litteraturhistoriske placering, den bidrager i den henseende kun til indtrykket af ham som romantiker af den ældre skole. Det samme må siges om hans litterære kritik som især tager til i fylde efter at han i 1851 overtog Oehlenschlägers professorat i æstetik ved Københavns Universitet. Det er betragtningerne over det romantiske gennembruds værker, Oehlenschläger og Ørsted, og over dets forbilleder, Shakespeare og Schiller, der giver mest. Indtrykket bekræftes af erindringsværket der skildrer Hauchs egen dannelse til romantisk digter. 
Hauch hører ikke til blandt de store udødelige i den danske litteraturs historie. Men han var en betydningsfuld skikkelse i sin generation, og han fik en ikke ringe position i den kulturelle konservatisme efter 1850 ved sit virke ved universitetet og på Det kongelige Teater efter at Heiberg i 1856 var afgået som direktør.